# 2+4 조약

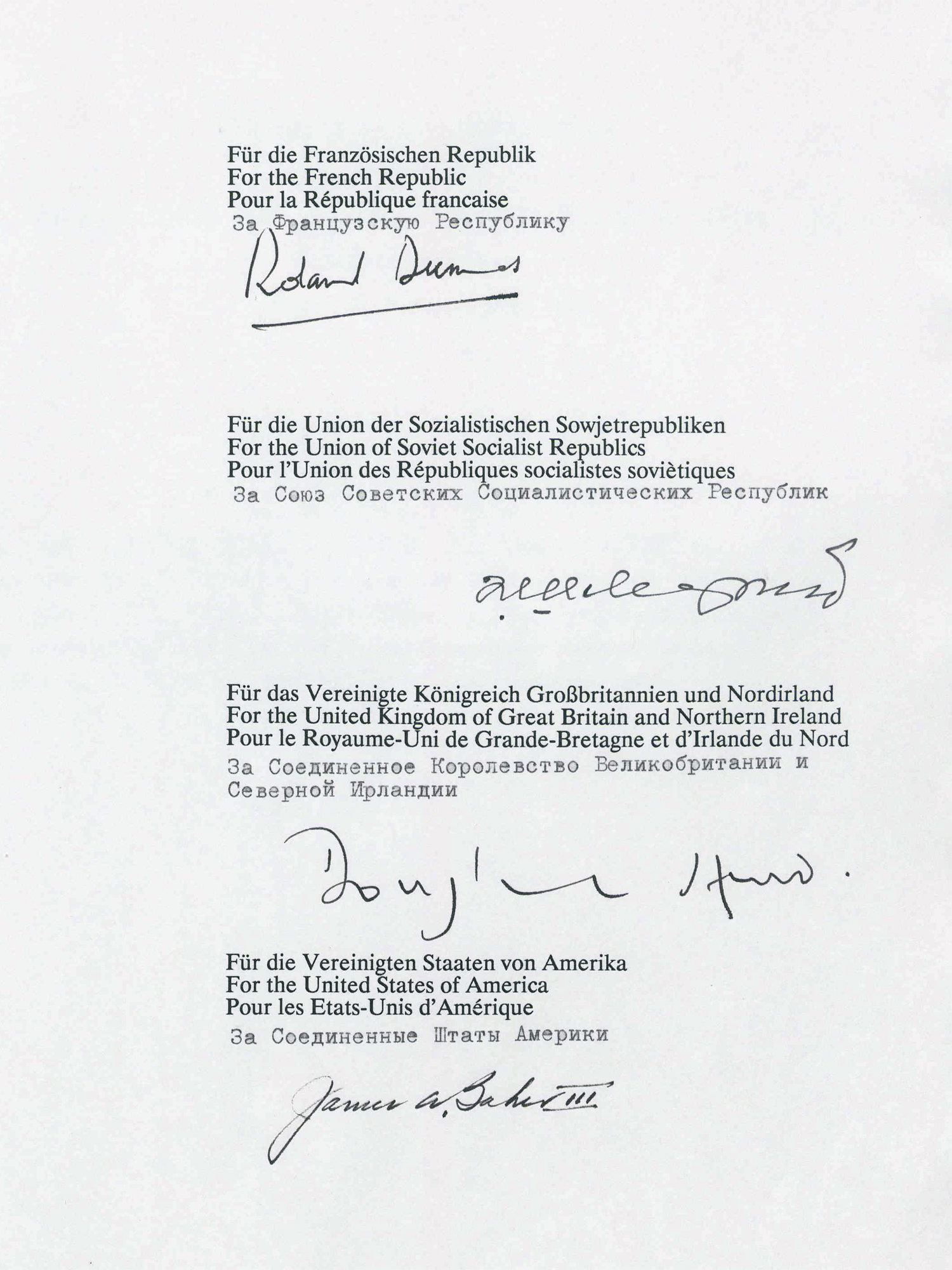

2+4 조약(독일어 Zwei-plus-Vier-Vertrag 쯔바이 플루스 퓌어 풰어트라크)은 1990년 9월 12일 모스크바에서 영국, 프랑스, 미국, 소련 4개국과 동·서 독일 사이에서 체결된 조약으로, 1990년 5월부터 4차례 진행된 2+4 회담의 최종 합의 문서이다. 독일관련 최종해결에 관한 조약이라고도 한다.

## 배경
1989년 11월 9일에 베를린 장벽이 붕괴되고, 1990년 3월 18일 동독에서 최초의 자유선거가 실시된 이래 동·서 독일의 통일 과정은 빠르게 진행되었다. 이에 통일 독일에 대한 국제적 지위를 결정하고 통일 독일의 영토와 군사 문제 등을 해결하기 위해 동·서 독일과 영국, 프랑스, 미국, 소련 4개국이 참여하여 2+4 회담을 실시하였다. 이 회담은 1990년 5월 5일에서부터 1990년 9월 12일까지 총 4차례에 걸쳐 진행되었으며, 9월 12일에 2+4 조약이 서명되고 발표되었다.

## 내용
2+4 조약의 결과로 독일은 1991년 3월 15일 조약에 서명한 4개국으로부터 베를린과 함께 국가의 주권을 완전히 되찾았다. 이로 인해 통일 독일이 자신들의 동맹을 결정할 권한을 갖게 되었으며, 2+4 회담 당시 소련과 마찰을 빚던 독일의 나토 잔류에 대한 문제를 해결하였다. 그러나 소련군이 1994년 동독 지역에서 철수하기 전까지 동독 지역의 방어는 이전과 같이 소련군이 하였으며, 소련군이 남아있는 기간 동안 서베를린에 나토군이 주둔하는 조건이 붙었다. 또, 소련군의 주둔과 철수에 관한 비용을 서독 정부에서 지원하였다.
독일군의 규모는 370000명으로 제한되었다. 또한 독일은 핵, 생물, 화학무기에 대한 사용과 생산이 금지되었고, 핵확산금지조약이 전체 독일에 대해 적용되었다. 동독 지역과 베를린에는 외국군, 핵무기 및 핵무기를 장착할 수 있는 무기가 금지되었다.
미래 독일의 영토 분쟁을 제거하기 위해 독일의 국경을 확실히 하였다. 독일의 영토는 동독, 서독의 영토 및 베를린으로 결정되었으며, 1990년 11월 14일 폴란드와 기존의 오데르-나이세선을 국경으로 인정하는 국경 조약을 맺음으로써 영토 문제는 일단락되었다.

## 같이 보기
- 동독 월요 시위
- 베를린 장벽 붕괴
- 독일의 재통일
- 헬무트 콜